# Heinz Losse
Heinz Losse (* 5. Juni 1920 in Cosel, Oberschlesien; † 3. Juni 2003 in Münster, Westfalen) war ein deutscher Internist und Hochschullehrer.

## Leben
Geboren 1920 in Oberschlesien, studierte Heinz Losse nach Schulbesuch und Abitur in Cosel Medizin an den Universitäten Breslau, Berlin und Frankfurt am Main. 1948 legte er das Staatsexamen ab und promovierte mit einer Arbeit über die Folgen von Mangel- und Fehlernährung zum Dr. med. Bis 1954 war er an der Universitätsklinik in Frankfurt bei Franz Volhard tätig, danach an der Westfälischen Wilhelms-Universität Münster (WWU), wo er sich 1955 für das Fach Innere Medizin habilitierte. Nach einem Studienaufenthalt an der Harvard-Universität in Boston/USA arbeitete Losse als Oberarzt an der Medizinischen Universitätsklinik in Münster. 1961 wurde er dort zum außerplanmäßigen Professor ernannt und 1965 auf einen Lehrstuhl für Medizinische Poliklinik und zum Direktor der neugegründete Medizinischen Poliklinik an der WWU berufen – eine Position, die er bis zu seiner Emeritierung 1987 innehatte.
Losses Hauptarbeitsgebiete waren Nierenerkrankungen und Kreislauferkrankungen. Frühzeitig setzte er sich für den Ausbau der Heimdialyse und der Nierentransplantation ein. 1976 wurde auf seine Initiative hin die Akademie für ärztliche Fortbildung der Ärztekammer Westfalen-Lippe gegründet.

## Auszeichnungen
- Ernst-von-Bergmann-Plakette der Deutschen Ärzteschaft (1973)
- Franz-Volhard-Medaille (1978)
- Bundesverdienstkreuz 1. Klasse (1981)
- Großes Bundesverdienstkreuz (1986)
- Paracelsus-Medaille der Deutschen Ärzteschaft (1995)